# Bitva u Monte Ortigara
Bitva u Monte Ortigara se odehrála ve dnech 10. až 29. června 1917 mezi italskou a rakousko-uherskou armádou na náhorní plošině Altopiano dei Sette Comuni během první světové války. Střetnutí se zúčastnila italská 6. armáda generála Ettore Mambrettiho, která zaútočila na rakousko-uherský sektor hájený 11. armádou generála Viktora von Scheuchenstuela. Útok je v současnosti připomínán především kvůli krvavým potyčkám, v nichž se Alpini utkali o ovládnutí hory Monte Ortigara, jeho cílem bylo naopak získat zpět rozsáhlé části území ztracené na náhorní plošině během rakousko-uherské Frühjahrsoffensive ("jarní ofenzivy") v květnu 1916.
Tato část fronty, kterou náčelník generálního štábu armády Luigi Cadorna zpočátku považoval za druhořadou ve srovnání s frontou na řece Soča, získávala v průběhu konfliktu stále větší strategický význam. To se stalo zřejmým v roce 1916 poté, co Rakousko-Uhersko dalo italským velitelům jasně najevo, že průlom podél této části fronty by nepříteli umožnil vstoupit do Pádského údolí a zaútočit armádám umístěným u řeky Soča do týlu.
Italské vrchní vojenské velení rozhodlo, že fronta zasažená útokem bude dlouhá 14 kilometrů, převážně v terénu nacházejícím se v nadmořské výšce mezi 1 700 a 2 100 metry, který měl v nejvyšších oblastech zvláštní krasové rysy, díky nimž byl drsný, holý a s nedostatkem zdrojů, zejména vody. Aby bylo zajištěno logistické zabezpečení obrovské masy mužů a materiálu, kterou vrchní velení hodlalo rozmístit podél fronty, byla zahájena výstavba akvaduktů a impozantních silničních staveb podél celého sektoru.
I přes velké úsilí italské velení neumělo zvládat situace a nepředvídané události; pokusy o postup byly pomalé a často špatně zvládnuté. Naopak oběti na lidských životech byly velmi vysoké a po téměř dvaceti dnech bojů 6. armáda nařídila ústup do výchozích pozic, čímž fakticky vyhlásila naprostý neúspěch ofenzívy.

## Obecná situace před bitvou
Přípravu italského útoku na náhorní plošinu Altopiano dei Sette Comuni schválil náčelník štábu Regio Esercito Luigi Cadorna 27. února 1917 v reakci na dopis velitele 6. armády generála Ettore Mambrettiho. Oba se shodli na tom, že je nutné napravit frontovou linii, která se vytvořila po masivním rakousko-uherském útoku v květnu a červnu 1916, jenž vytlačil italskou armádu z velké části území náhorní plošiny: Rakušané se usadili ve velmi výhodných pozicích s výhledem na Pádské údolí, odkud mohli zezadu ohrožovat armády v Cadore, Carnii a podél řeky Isonzo. Byly proto zahájeny přípravy na rozsáhlou ofenzívu, která by jim umožnila získat zpět důležité vrcholy Monte Portule a Monte Zebio a zároveň znovu obsadit pozice ztracené na náhorní plošině. Po petrohradské konferenci v únoru 1917 se Itálie navíc zavázala, že bude se Spojenci operovat v dubnu až květnu na náhorní plošině Altopiano dei Sette Comuni, aby tak naplnila iniciativu prosazovanou britskou vládou, která po zhroucení Rumunska, prosadila sérii spojeneckých ofenziv na západní, východní a italské frontě.

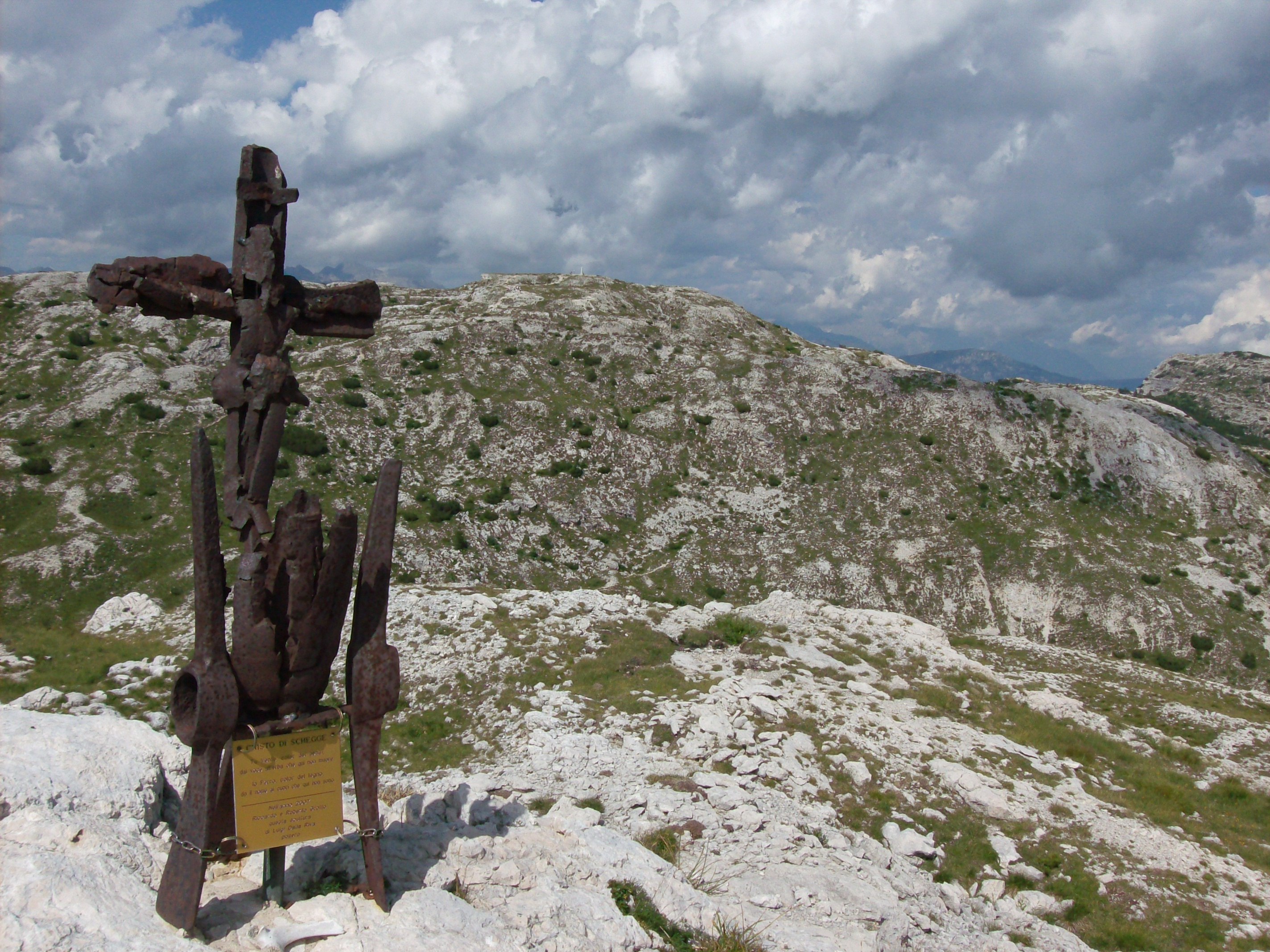
kříž na Monte Ortigara

Cílem Mambrettiho 6. armády bylo rychlé znovudobytí území ztracených na náhorní plošině Altopiano dei Sette Comuni během jarní ofenzivy. Během plánování ofenzivy 6. armáda požádala o vyslání dělostřelectva a horských jednotek a zároveň Cadorna rozhodl o prodloužení útočné fronty na jih směrem k Monte Zebio. Rozšíření ofenzívy schválilo vrchní velení 8. května, což zajistilo vyslání další pěší divize, čtyř bombardovacích baterií, dvanácti dělostřeleckých baterií středního kalibru a horské dělostřelecké skupiny, přičemž se mezitím mělo vrátit čtrnáct dělostřeleckých baterií vyslaných na frontu u řeky Isonzo (navzdory blížícímu se zahájení desáté bitvy na Soči) a baterie na Monte Cengio.
Velení 6. armády připravilo 28. května 1917 "operační rozkaz č. 1", v němž byl sdělen den útoku a ofenzivní směrnice. Datum bylo později posunuto, jak uvádí generál Mambretti: "Ofenzíva, která byla plánována na druhých čtrnáct dní v červnu v závislosti na probíhající dopravě dělostřelectva a vojsk a na sněhových podmínkách, byla na žádost vrchního velení, které chtělo 3. armádu zbavit energického nepřátelského tlaku[7], posunuta na 10. den tohoto měsíce. Potřeba předjímat útok byla částečně důsledkem rakousko-uherského protiútoku po desáté bitvě u Soči, který zasáhl 3. armádu na fontě v pohoří Kras mezi 4. a 7. červnem a jehož výsledkem byla ztráta flondarského sektoru a ztráta 21 888 mužů mrtvých, raněných, nezvěstných a zajatých (v posledním případě téměř poloviny).
Dne 7. června operační kancelář 6. armády oznámila, že "den X bude 9.", a následujícího dne napsal Cadorna Mambrettimu telegram, v němž upřesnil: "Rozumí se, že mé doporučení k předjímání známé akce by však nemělo vést k rozhodnutí podniknout ji za nepříznivých povětrnostních podmínek". O termínu útoku rozhodovaly nejen dostupné prostředky, dislokace dělostřelectva a počasí, ale především negativní výsledek ofenzívy na Isonzu, a nikoliv rozhodnutí velitelů v poli, kteří měli dobře na paměti, že k příznivému výsledku útoku dojde pouze v případě jistoty dobrého počasí. Generál Antonio Di Giorgio, tehdejší velitel 4. alpského pluku, na toto téma napsal: "Datum 9. června nebylo zvoleno svobodně, ale svým způsobem vynuceno snahou zmírnit rakouský tlak proti 3. armádě, [...]". ] a pomoc, kterou operace na náhorní plošině poskytla oběma armádám na Julské frontě, byla zanedbatelná a rozhodně nebyla úměrná nepříjemnostem, které se vyskytly v době, kdy tání sněhu a stále příliš kruté noci činily nepohodlí ve stanu nesnesitelným.

## Terén
Terén, na němž probíhaly boje, vykazuje mnoho podobností s krasovou oblastí, s níž má společný vápencový charakter hornin a několik geomorfologických zvláštností. Vegetace tvořená jehličnatými lesy řídne směrem k severnímu pásu náhorní plošiny, kde dominuje horský oblouk tvořený vrcholy cima Undici-cima Dodici-cima Portule zvedajícími se do výšky 2 200/2 300 metrů. Charakteristické pro tuto oblast jsou takzvané "buse" nebo "doline", skutečné přírodní pánve velmi podobné krasovým dolinám hory San Michele, některé hluboké se strmými břehy, jiné široké s mírným sklonem a zalesněnými okraji. Proti orografickému systému Monte Ortigara-monte Campigoletti stojí vrchol Caldiera (2 127 m n. m.), z něhož se odděluje hřeben, který se člení s vrcholem Campanella, Monte Lozze a vrcholem Saette, a poté se napojuje na hřeben Monte Palo a spojuje se s horským komplexem, který vymezuje orografickou levici údolí Val di Nos. Terén mezi italskou a rakousko-uherskou linií tvoří zejména v severní části hluboká prohlubeň, skutečný koridor mezi strmými svahy Ortigary a cimy Caldiera, známý jako údolí Vallone dell'Agnellizza, které je přerušeno průsmykem Agnella s výhledem na strmé rokle, které sestupují do údolí Valsugana.
Směrem k jihu se koridor otevírá a rozšiřuje se do "pozza dell'Ortigara", rozsáhlé kotliny, do níž se ze severozápadu vlévá údolí Vallone dell'Agnella s mírným svahem, který odděluje Monte Ortigara od hory Campigoletti. Oblast bitvy je tedy členitý terén, členitý s dírami, drsný, s místy strmými, neúrodnými a kamenitými svahy, kde se povrchová voda téměř nevyskytuje kvůli vápencovému charakteru horniny.

## Síly v terénu

### Italská 6. armáda

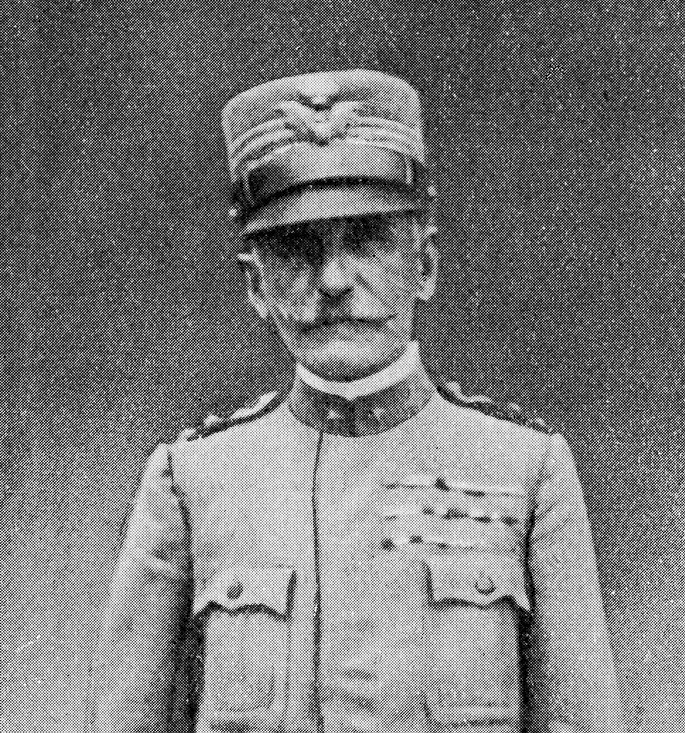
Generál Ettore Mambretti, velitel italské 6. armády

V předvečer bitvy mohla 6. armáda nasadit na severní frontě, mezi horou Fiara a nejsevernějším okrajem náhorní plošiny Altopiano dei sette Comuni, 20. armádní sbor pod velením generála Luky Montuoriho, složený z 29. pěší divize (gen. Enrico Caviglia), která by útočila směrem k hoře Monte Forno, a 52. pěší divize (gen. Angelo Como Dagna Sabina - s osmnácti prapory horských myslivců) seřazené mezi vrcholy Saette a Caldiera, která by útočila dále na sever směrem k hoře Monte Ortigara a průsmyku Val Caldiera za ní, a poté se stočila na jihozápad a obsadila vrchol Monte Portule. Na jihu fronty byl XXII. armádní sbor pod velením generála Ettore Negri di Lamporo, který rozmístil 57. pěší divizi mezi Camporovere a horou Katz (složenou z jedné brigády), 25. pěší divizi mezi horou Monte Rotondo a jižním koncem hory Monte Zebio, 13. pěší divizi mezi horou Monte Zebio a horou Monte Fiara a konečně 27. pěší divizi umístěnou v týlu. Hlavní akce XXII. sboru by provedly 25. a 13. divize, které by zaútočily na důležitý vrchol Monte Zebio z jihu, resp. severu, a poté by napadly údolí Val Galmarara.
K dispozici byl také XXVI armádní sbor generála Augusta Fabbriho, který byl rozmístěn na levém břehu údolí Val d'Assa s 12. a 30. divizí. V tomto sektoru se zpočátku měla do konkurenční akce na hoře monte Rasta zapojit pouze brigáda "Cremona", zatímco ostatní síly se měly omezit na akce za údolím, aby protivníka udržely v napětí. Nakonec byl na frontu nasazen i XVIII. armádní sbor generála Donata Etny, přičemž pouze 51. pěší divize nasazená ve Valsuganě pro "pomocné akce", se měla spojit s XX. sborem, který by postupoval vpřed; tato jednotka zůstala v průběhu bitvy téměř nečinná s výjimkou tragické závěrečné fáze.
Celkově mohla 6. armáda nasadit 114 pěších praporů, 22 alpských praporů a 18 praporů bersaglieri, celkem 154 praporů, k nimž je třeba připočítat 10 praporů ženijního sboru a různé kulometné, ženijní, obslužné, dělostřelecké a bombardovací jednotky kromě alikvotních dvou 320 mm baterií na železničních plošinách, rozmístěných u Chiuppana a Grigna ve Valsuganě, kde bylo také šest 190 mm děl, částečně obsluhovaných senegalským personálem. Celkem se jednalo o téměř 300 000 mužů (z nichž něco málo přes polovinu patřilo XX. sboru), 1072 děl a 569 moždířů, tj. jedna hlaveň na každých 9 metrů fronty.

### Rakousko-uherská 11. armáda

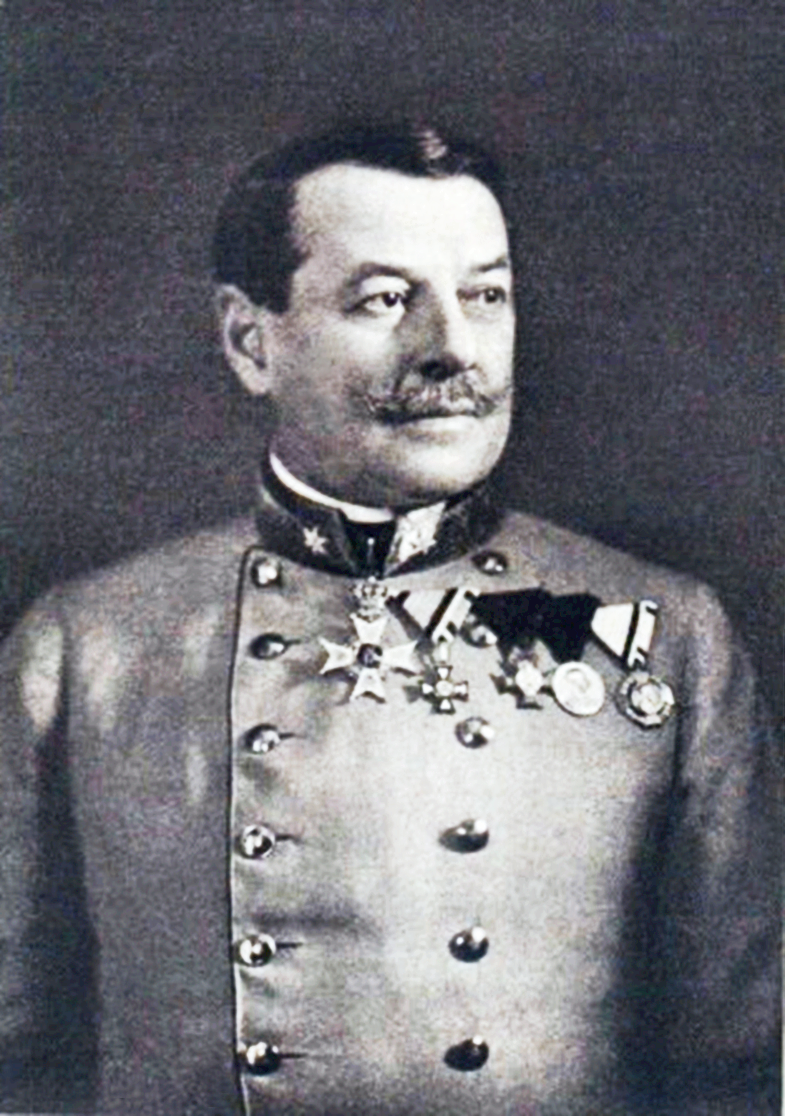
Viktor von Scheuchenstuel, velitel rakousko-uherské 11. armády.

Rakousko-uherská fronta byla pod kontrolou 11. armády generálporučíka Viktora von Scheuchenstuela a byla obsazena III. sborem generála Josefa Krautwalda von Annau. Celý koncový pravý břeh údolí Val d'Assa, mezi dnem údolí Val d'Astico a Roanou, byl obsazen pěti prapory, které tvořily velitelskou skupinu plukovníka brigádního generála Rudolfa Vidossicha, zatímco od Roany po Monte Colombara (severně od Monte Zebio) byla 22. Schützenova divize (22. Schützen-Division) generála Rudolfa Müllera. Šestá pěší divize (6. Infanterietruppendivision) pod velením generála Artura Edlera von Mecenseffy, tvořená sedmnácti prapory, obsazovala území od monte Colombara až po severní okraj náhorní plošiny, kde probíhala demarkační linie s 18. pěší divizí (18. Infanterietruppendivision) generála Vidalèho, tvořenou sedmi prapory, která v době italského útoku čelila početnému XX. sboru Montuori. Konečně v záloze v sektoru měli Rakušané šest praporů a půl útočného praporu 11. armády, takže nakonec proti italské 6. armádě stálo nějakých osmačtyřicet praporů, což stanovilo poměr 3:1 ve prospěch Italů. Na frontě mohli Rakušané počítat s podporou asi čtyř set děl různé ráže a stejného počtu kulometů. Navzdory početně horšímu poměru však bylo rakousko-uherské dělostřelectvo dobře organizováno a centrálně umístěno směrem k frontě, takže mohlo kdykoli nasměrovat svou palbu na všechny body fronty a mít tak obrovský akční rádius.

## Plán útoku

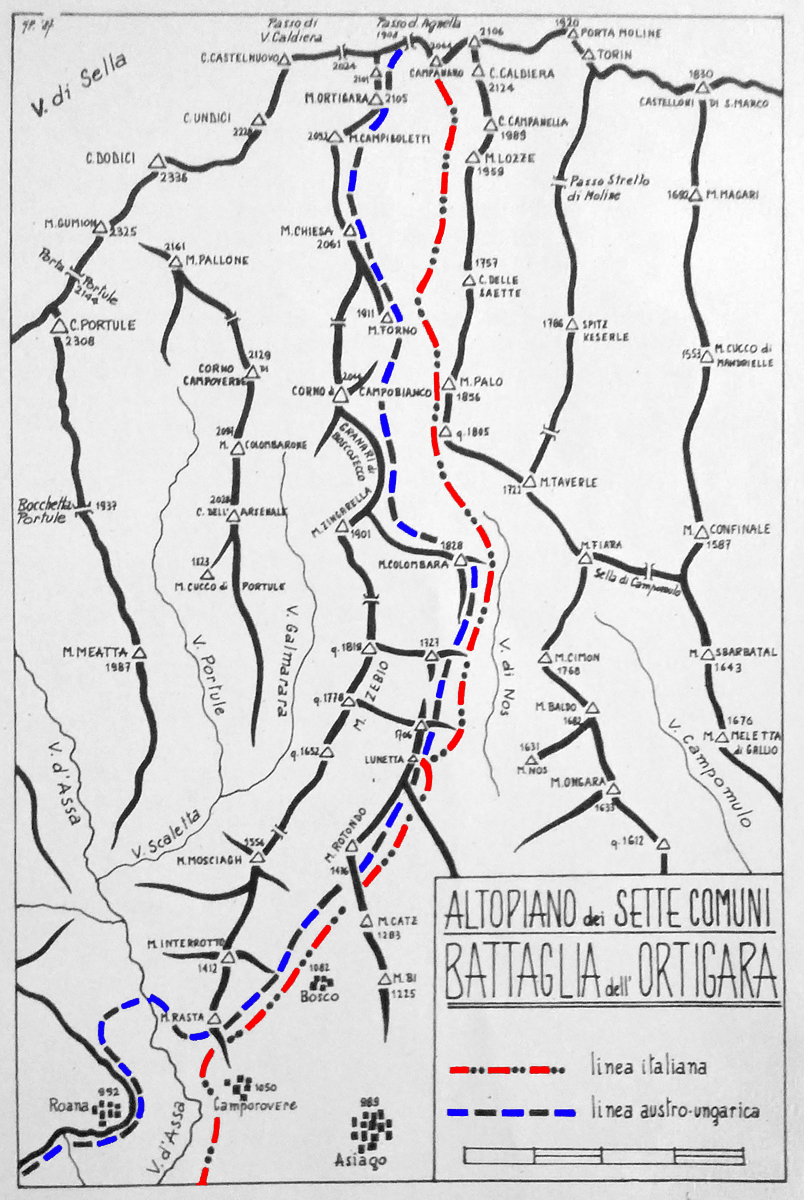
Mapa sektoru s vyznačením rakousko-uherských a italských pozic.

Plán vypracovaný v "operačním rozkaze č. 1" 6. armády schválil Cadorna 31. května a předpokládal "hlavní akci"a "souběžnou akci" na náhorní plošině Altopiano dei Sette Comuni , zatímco Valsugana měla být dějištěm "vedlejší akce".
Hlavní akce" se týkala 14kilometrové fronty držené na severu XX. sborem a na jihu XXII. sborem, od vrcholu Caldiera až po údolí Val d'Assa u vesnice Camporovere. Vojska určená k útoku se měla probít na severu u Monte Ortigara a Monte Forno a na jihu mezi Monte Zebio a Monte Rotondo v nadmořské výšce 1 626 metrů. V praxi se tedy jednalo o dvě souběžné hlavní akce na dvou úsecích fronty, které se takticky velmi lišily; na jihu totiž italské linie, ačkoli byly umístěny níže než nepřátelské linie a daly se napadnout s malým rozmachem, probíhaly souběžně s rakousko-uherskými a několik set metrů od nich, zatímco na severu oddělovala příslušné fronty vytyčené na dvou protilehlých hřebenech rozsáhlá prohlubeň, což znamenalo mohutné fyzické úsilí ještě před dosažením nepřátelských linií.
Souběžná akce" byla svěřena pravému křídlu XXVI. sboru, rozmístěnému vlevo od Val d'Assa, a proto jen okrajově zasaženému útokem. Tato akce měla být zahájena současně s hlavní ofenzívou a spočívala především v útoku na jižní opěrný bod protivníka na hoře monte Rasta, bezprostředně za vesnicí Camporovere. Konečně XVIII. sbor, dislokovaný ve Valsuganě, byl pověřen "vedlejší akcí". XVIII. sbor měl nejprve zaměstnat protivníka a poté se přesunout na horu Monte Civeron, aby vytvořil spojení s XX. sborem, který měl mezitím postupovat po okraji náhorní plošiny.
Navzdory preventivním opatřením italského velení si Rakousko-Uhersko brzy uvědomilo, že nepřítel plánuje útok na náhorní plošinu Altopiano dei Sette Comuni. Velitel skupiny armád Tyrolsko polní maršál Franz Conrad von Hötzendorf ve zprávě po bitvě u Ortigary napsal, že již v dubnu 11. armáda požádala o posily vojsk a dělostřelectva v reakci na zjevné přitvrzení italského XX. sboru. Navíc na základě získaných informací, přesunu 8. a 9. alpské skupiny z Bassano del Grappa do Enega, výstavby pozorovatelny na hoře Monte Paú pro XXVII. sbor, který právě dorazil na frontu, a instalace radiostanice na hoře Monte Bertiaga bylo vrchnímu velení hlášeno, že již koncem května lze očekávat silný útok podle plánu podobného tomu, který nebyl realizován na podzim 1916.
Dne 2. května pak rakousko-uherské velení na náhorní plošině odhadlo velikost italských sil velmi přesně na zhruba sto sedm praporů, proti nimž mohlo nasadit pouze třiatřicet praporů, které vrchní velení odmítlo početně navýšit s ohledem na to, že rozhodující zápas v Itálii se bude hrát na Soči a že z východní fronty nelze stáhnout žádné jednotky. Dne 5. června mohl polní maršál von Hötzendorf díky informacím, které získal od dezertérů, a díky zjištění porážky 1 103 kusů dobytka s mimořádnou přesností odhadnout jak početní stav XX. sboru, tak den útoku, který se podle generálova sdělení velení jihozápadní fronty měl uskutečnit v libovolný den od 9. června.

## Začátek bitvy

### Počáteční neúspěchy
Den před plánovaným datem útoku se dvaadvacet vojáků patřících ke dvěma praporům 145. pěšího pluku "Catania", pověřených proniknutím do kráteru otevřeného minou nastraženou na hoře Zebio, vydalo do výšky 1 603 metrů (nazývané "lunetta di monte Zebio" nebo jednodušeji "lunetta"), aby prozkoumali terén, kde měli zaútočit. Pozici tvořila 7 metrů vysoká skalní stěna, u jejíž paty byly italské pozice a několik metrů za hranou začínaly rakouské zákopy, pod nimiž Italové vykopali tunel do kterého umístili mezi 1 000 a 4 000 kilogramy výbušniny, která měla vybuchnout na konci přípravného bombardování tak, aby se ve skalní stěně otevřela hluboká rýha a muži 145. pluku mohli prorazit nepřátelské pozice. Rakousko-Uhersko si bylo plně vědomo italské výpravy a provedlo rozsáhlé kopání a protibombardování, ale neprovedlo nálož kvůli odporu pěchoty, která dobře věděla, že by pak musela zaplatit za nevyhnutelnou prudkou reakci italského dělostřelectva[23].
Kolem 17:00 dosáhli "lunety" a zatímco šplhali po provazovém žebříku postaveném tak, aby dosáhli okraje stěny, mina nečekaně explodovala a otevřela kráter o průměru 35 metrů a zabila 180 mužů včetně pěšáků a ženistů.

### Začátek útoku

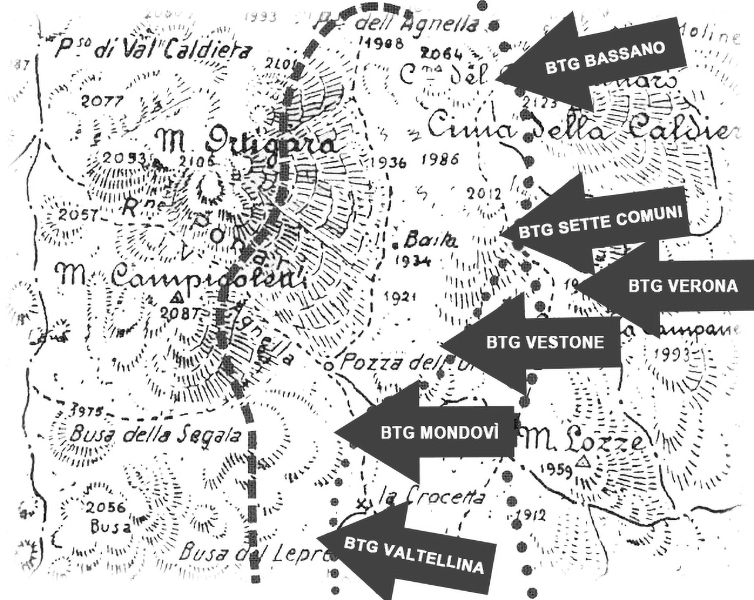
Mapa sektoru zasaženého italským útokem 10. června 1917, zejména na hoře Ortigara, s vyznačenými liniemi postupu italských jednotek.

S ohledem na špatné počasí, které v noci na 9. června silně zasáhlo náhorní plošinu a které nadále zuřilo, generál Mambretti rozhodl, že útok se uskuteční následujícího dne, 10. června, nejpozději však v noci. Obrovská organizační a logistická mašinérie byla nyní připravena a delší odklad útoku by vojákům způsobil vážné logistické a duchovní škody. Ačkoli si již nyní byli Rakušané dobře vědomi blížícího se útoku, 24hodinový odklad by Italům umožnil mít ještě určitou šanci na úspěch[28]. A tak navzdory skutečnosti, že se počasí příliš nezlepšilo, italští velitelé zahájili operace a v 05:15 10. června bylo proti rakousko-uherským liniím rozpoutáno prudké bombardování.
Mezi 11. a 13.30 hodinou došlo k přestávce v bombardování, aby důstojníci mohli ověřit otevření mezer v nepřátelské obranné linii, a po přečtení hlášení svých podřízených ve 12.30 hod. požádal velitel 52. divize generál Como Dagna Sabina velení armádního sboru o prodloužení bombardování do 16.00 hod, aby poskytl dělostřelectvu čas na rozbití nepřátelské linie, která ještě nebyla zcela rozmetána, ale žádosti nebylo vyhověno, protože již ráno v 07:40 bylo rozhodnuto o odložení pěchotního útoku, plánovaného na 14:45, na 15:00 přesně. Avšak příliš krátká palba dělostřelectva, které dorazilo do oblasti jako poslední, dopadla na zákopy, kde brigáda "Sassari" čekala na výpad proti velmi blízkým nepřátelským zákopům, a navzdory zoufalým pokusům nechat palbu opravit byli pěšáci ze Sassari po několik hodin vystaveni intenzivnímu ostřelování a utrpěli značné ztráty, zejména v řadách 151. pluku.

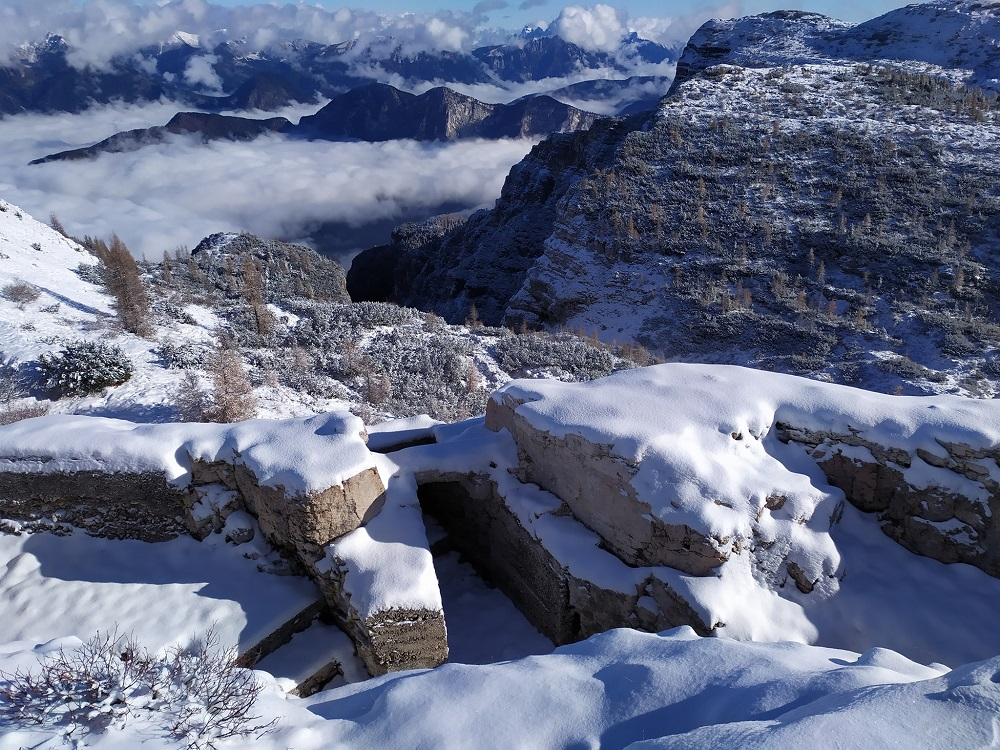
Rakousko-uherská frontová linie a vpravo v pozadí italská frontová linie.

Mezitím se nad celou náhorní plošinou zvedla hustá mlha a začalo pršet, takže v době útoku vyšli pěšáci ze zákopů současně za špatného počasí, ale částečně jim přála mlha, která na některých místech frontové linie zakrývala jejich postup a skrývala je před zraky nepřítele. Na jihu fronty, v sektoru 25. divize, utrpěly divize brigády "Cremona" zapojené do "souběžné akce" na hoře Rasta těžké ztráty při pokusu o překonání dosud neporušených zátarasů a totéž se stalo i brigádě "Porto Maurizio" zapojené východně od téže hory. O něco severněji, na hoře Monte Rotondo, v 15:05 vybuchla tam položená mina, aniž by měla požadovaný účinek, a obránci tak mohli úspěšně čelit postupu brigády "Piacenza". Dále vpravo brigáda "Sassari", navzdory ztrátám utrpěným během dělostřelecké přípravy, svedla zuřivý boj zblízka v protivníkových zákopech, v němž měla zpočátku navrch, ale nakonec byla odražena silným protiútokem. V sektoru 13. divize tomu nebylo jinak; brigády "Veneto", "Catania" a "Pesaro" neúspěšně útočily na hrozivé nepřátelské pozice na hoře Monte Zebio, pronikaly a tvrdě bojovaly v "lunetě", na svazích kóty 1706 a na strmých svazích kóty 1727, ale všude narážely na zuřivý odpor. "Hlavní akci" jižně od fronty na konci dne bylo možné považovat za neúspěšnou.
Na severním úseku fronty nebyla situace pro Italy o nic lepší. Útok na horu Forno svěřený brigádě "Arno" 29. divize začal pozitivně otevřením široké mezery na východních svazích hory, což umožnilo I. praporu 213. pěšího pluku "Arno" dosáhnout se svými předvoji sedla, které oddělovalo dva vrcholky; rakousko-uherští vojáci však ze svých pozic na protějším svahu a s pomocí dělostřelecké baterie zřízené na hoře Monte Colombara, která zabránila příchodu italských posil, prapor zničili, čímž italská akce skončila

### Útok na Monte Ortigara
Na severním konci fronty byl útok na horu Monte Ortigara zahájen dvěma kolonami 52. divize (kolona Cornaro a kolona Di Giorgio, která se měla rozdělit na dvě kolony "Stringa" a "Ragni"), které měly postupovat v otevřeném prostoru směrem k Pozza dell'Ortigara a údolí Agnellizza, které byly obsazeny Rakušany, a poté vystoupit na svahy hory.
Na levé straně se Cornarova kolona přes údolí Valle dell'Agnella pokusila prolomit protivníkovu linii stoupáním od jihovýchodu směrem k nadmořské výšce 2105 metrů a postupovat podél hřebene Ponari a hory Monte Campigoletti směrem k plochému vrcholu Monte Ortigara, přičemž se vlevo spojila s 29. divizí zapojenou na hoře Monte Forno díky alpským praporům "Monte Stelvio" a "Valtellina". Ve snaze proniknout směrem k sedlu mezi horou Monte Chiesa a horou Campigoletti se alpský prapor "Mondovì" vrhl na nepřátelské pozice a dobyl Corno della Segala, přičemž se mu jej podařilo udržet za pomoci alpského praporu "Ceva" a později praporu "Val Stura". Praporu "Vestone" se podařilo proniknout mezerami podél hřebene Ponari, obsadit předsunutý zákop a mezitím dorazil prapor "Bicocca", aby jej posílil. Jestliže zpočátku praporům pomáhala i mlha, když tato opadla, dostaly se do nepřátelské palby z četných pozic na hoře Campigoletti a byly nuceny ustoupit. Prapory "Saccarello" a "Valle Dora" byly s ohledem na 40 důstojníků a 1 200 alpských vojáků, kteří byli z kolony ztraceni, převzaty od XX. sboru a poslány jako posily[33].

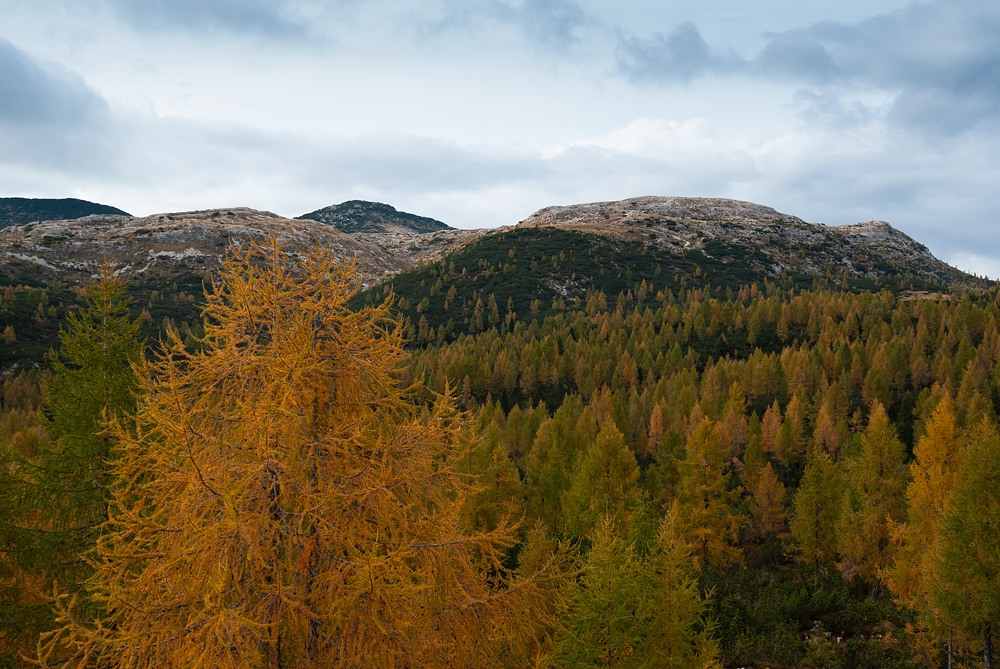
Hory Monte Campigoletti (vlevo) a Monte Ortigara (vpravo) se strmým svahem, na který musely italské jednotky útočit, aby mohly vystoupit na horu

Centrální kolona pod velením plukovníka Stringy, která měla zaútočit na východní svah přímo k výšce 2 105 metrů, byla rozdělena na dvě části, které měly zaútočit ve dvou vlnách: první útok měly provést zkušené prapory "Sette Comuni" a "Verona", zatímco prapory "Valle Arroscia" a "Mercantour" měly pozice posílit. Muži z "Sette Comuni", kterým přála mlha, dosáhli zátarasů, ale zjistili, že jsou neporušené. Během zoufalého hledání mezer se mlha rozplynula a muži byli nuceni ustoupit a hledat úkryt. Mezitím dorazila i "Verona" a i tito muži byli nuceni se ukrýt a najít místo na přenocování. Za soumraku, zatímco se obě divize snažily reorganizovat, dorazily také prapory "Valle Arroscia" a "Mercantour", což vytvořilo velmi chaotickou situaci.
Na krajní pravé straně měla kolona pod velením plukovníka Ragniho za úkol obsadit severní konec Monte Ortigara. S dočasnou přízní mlhy se alpský prapor "Bassano" vydal směrem k údolí Agnellizza (které se mělo nazývat "Vallone della Morte") a po obsazení průsmyku dobyl kótu 2 003 m, přičemž vzal dvě stě zajatců a ztratil mnoho mužů včetně velitele. Za "Bassanem" sestoupila do údolí také "Monte Baldo", která s bezpečnou pravou stranou mohla přejít do útoku na svah vedoucí do nadmořské výšky 2101 m. Útok zpočátku narazil na houževnatý odpor a byl zastaven, ale na pomoc přispěchaly roty praporů "Val Ellero" a "Monte Clapier" a kóta 2 101 m byla dobyta. Po neúspěšném pokusu o postup praporu "Val Ellero" směrem k vrcholu ve výšce 2 105 metrů se vojáci zastavili a opevnili dobyté pozice. 52. divize tak provedla jedinou takticky úspěšnou akci na celé frontě útoku, ale očekávané výsledky byly zcela jiné a obrovské ztráty, vyčíslitelné ve 122 mrtvých, raněných a nezvěstných důstojnících a 2 463 vojácích, nedávaly naději na lepší výsledky, kterých by bylo možné dosáhnout pouze okamžitým pokračováním v obtížném útoku.

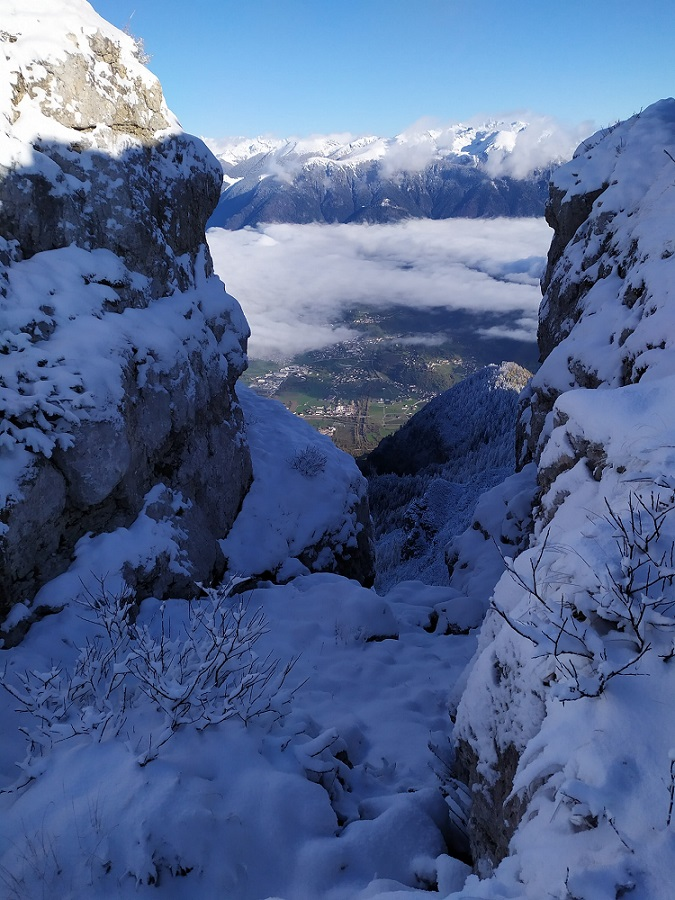
Strž Hilfsplatz

Místo toho se stalo, že generálové Mambretti a Montuori se nerozhodli ani pro okamžité pokračování útoku, ani pro jeho pozastavení a návrat do výchozích bodů, ba dokonce ani pro ponechání vojsk v dobytých bodech k odpočinku a reorganizaci pro nový útok; místo toho se rozhodli pro čtvrtou variantu. Ofenziva byla pozastavena a ve 22:45 vydal Mambretti rozkaz držet pozice a provést nové průlomové akce v sektorech Mount Campigoletti-Ortigara a Casara Zebio-Mount Rotondo, jako by se tam nic nestalo. Ve 02:00 11. června dostalo velení 52. divize rozkaz připravit se na obnovení útoku následujícího dne, ale v 05:30 byl sboru zaslán telegram od 6. armády, v němž se uvádělo, že všechny útoky budou vzhledem ke špatnému počasí pozastaveny ve prospěch malých akcí ke "zlepšení" situace. V této souvislosti byla 52. divize Como Dagna určena k pokračování útoků směrem k průsmyku Val Caldiera a vrcholu Ortigara v nadmořské výšce 2 105; v rámci příprav na to od 12 do 16 hodin italské dělostřelecké akce zasáhly nepřátelské pozice. Prapor "Monte Spluga" a rota "Tirano", které vyrazily z nadmořské výšky 2 101 m, podruhé zaútočily na průsmyk Val Caldiera západně od Ortigary a dosáhly za cenu těžkých obětí pozic v blízkosti průsmyku, ale za přívalového deště byly nuceny ustoupit, aby se vyhnuly obklíčení. V 17:30 generál Mambretti varoval velení, že obnovení útočných operací nebude za žádných okolností možné dříve než za tři dny.
Dne 15. června vzali Rakušané situaci do vlastních rukou a zatímco italské jednotky zajišťovaly náhrady a posilovaly muže na linii, ve 2:00 hodin rozpoutali prudkou, půl hodiny trvající palbu proti kontingentu na kotě 2101 m. Jakmile ostřelování skončilo, vrhli se Rakušané na pozice držené alpskými jednotkami, které však houževnatě bránily své zákopy a donutily protivníka útok opakovat. V 03:30 protivníkovo dělostřelectvo obnovilo bombardování, které po několika minutách skončilo a rakousko-uherské jednotky se opět vrhly proti alpským liniím; italské jednotky se bránily a za rozbřesku se dalo říci, že akce útočníků skončila neúspěchem. V průběhu dne se Italové díky posilám poskytnutým brigádou "Piemont", která zaujala postavení na kotě 2101 m, marně pokusili o útok na kótu 2105 m. Při této akci ztratil nepřítel asi šest set mužů a Italové asi polovinu.

## Obnovení ofenzívy a dobytí vrcholu
Dne 14. června vydalo velení 6. armády "operační rozkaz č. 2" s cílem "pokračovat v ofenzivní akci" se stejnými cíli jako "operační rozkaz č. 1" z 28. května. To, co se stalo do té doby, je nijak nepoučilo, jedinou změnou bylo taktické držení kóty 2101 m a trvání bombardování, které bylo prodlouženo na dvacet pět hodin. Bombardování začalo 18. června v 8:00 a pokračovalo až do následujícího dne, kdy v různých denních dobách vycházela italská pěchota ze zákopů, aby zopakovala útok, který se odehrál o osm dní dříve. Ve 14:00 zaútočila 25. divize mezi horou Rotondo a horou Zebio a v 17:45 útok zopakovala s jediným výsledkem: na bojišti zůstalo osm set mužů; brigády "Cremona" a "Porto Maurizio" se střetly s obranou hory Rasta a ztratily 787 mužů bez jakýchkoli taktických zisků; na hoře Zebio zanechala 13. divize navzdory opakovaným útokům a vynaloženému úsilí 1 647 mrtvých, raněných a nezvěstných mužů a útok se nezdařil. V 06:00 hod. zahájila 29. divize útok na horu Forno s 214. a 238. pěším plukem "Grosseto", který, tvrdě zasažen nepřátelským dělostřelectvem, ztratil 1 460 mužů prakticky bez postupu.

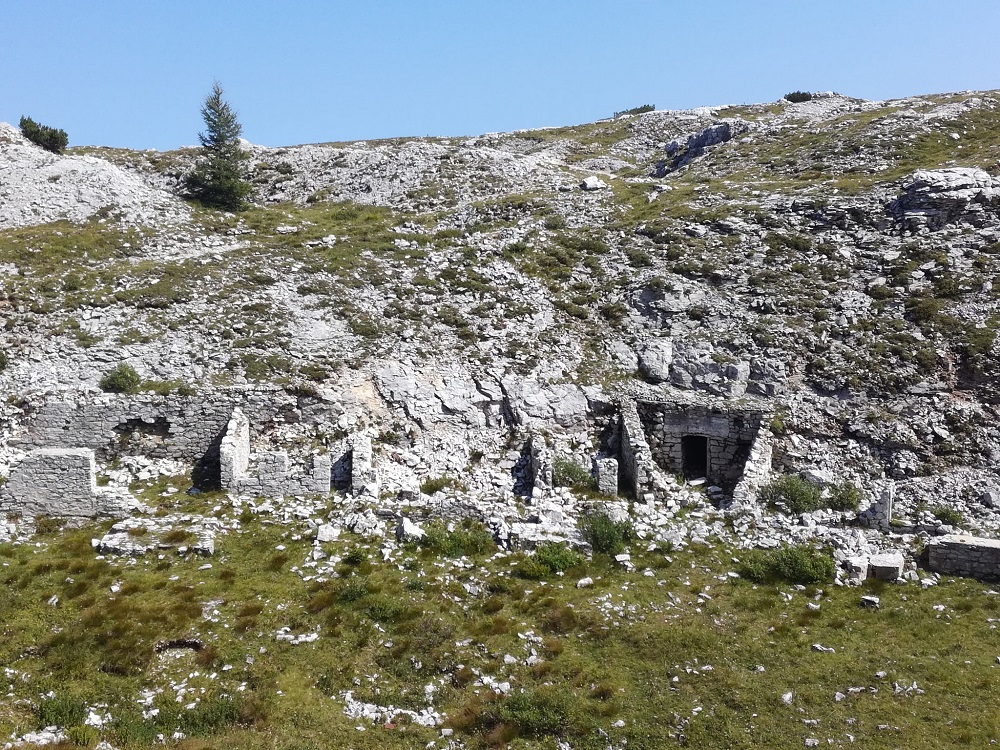
pozůstatky rakousko-uherských pozic na Momte Ortigara

V 6:00 hodin vyšli ze zákopů také muži 52. divize a vyrazili do útoku na kótu 2 105 m ve třech kolonách: kolona Cornaro zaútočila z jihovýchodu, zatímco kolona Di Giorgio, která spolu s alpskými prapory nasadila také pěšáky z 3. a 4. pluku brigády "Piemonte" a 9. pluku Bersaglieri, zaútočila z východu a severovýchodu, přičemž vycházela z dobytých pozic kóty 2. V 6:00 hodin se muži 52. divize vydali do útoku na kótu 2 105 m. V 6:00 hodin se muži 52. divize vydali do útoku na kótu 2 105. 101: během pětačtyřiceti minut byla cima Ortigara, která byla považována za nedobytnou, dobyta z několika stran, ale alpské jednotky, unavené a zdecimované, nebyly schopny okamžitě pokračovat v postupu s cílem obsadit monte Campigoletti, přesunout se k cima Portule a znovu dobýt náhorní plošinu, aby dosáhly úplného taktického úspěchu[40]. Kolona, která ze severního vrcholu hory směřovala k průsmyku Caldiera, byla před 2060 metry zablokována nepřátelskou palbou; jednotky, kterým se podařilo usadit na hlavním vrcholu, nebyly schopny postoupit, navzdory pozitivnímu výsledku prvních skoků, směrem k hoře Campigoletti. Promíchání divizí, rakousko-uherská záškodnická palba a nedostatečná odvaha taktických velitelů jim zabránily využít vážné krize vzniklé v rakousko-uherské linii.
Ve 20:45 generál Mambretti informoval vrchní velení, že na základě denních událostí prozatím nevidí možnost vítězného postupu na náhorní plošinu a rozhodl se zachovat obranný postoj na celé frontě, s výjimkou Ortigary, kde budou provedeny malé akce k posílení a zajištění dobytých pozic.

### Rakousko-uherský protiútok

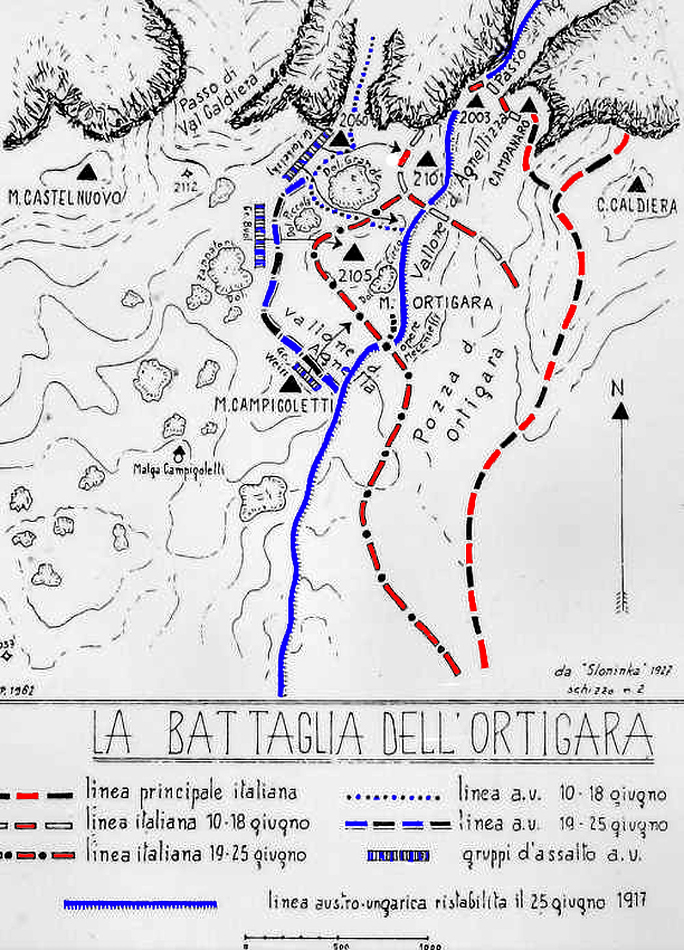
Mapa sektoru zasaženého rakousko-uherským protiútokem 25. června 1917; detail na Monte Ortigara.

Poté, co se rakousko-uherské velení přesvědčilo o nehybnosti Italů, vymyslelo po obnovení obranné linie, jak nejlépe umělo, rychlou odvetu, aby obnovilo bezpečnost rozmístění na náhorní plošině. Dne 21. června v 11.45 hod. vydalo velení 6. císařské divize (6. Infanterietruppendivision) směrnice pro protiútok, který měl být proveden do 5 až 6 dnů, a jeho provedením pověřilo plukovníka brigády Adolfa Sloninku von Holodow, velitele brigády IIC Kaiserschützen. Druhý den ráno velení III. armádního sboru informovalo 6. divizi, že na rozkaz von Hötzendorfa byl takticko-operačním řízením akce zaměřené na dobytí hory Ortigara pověřen generál Ludwig Goiginger, velitel 73. divize přijíždějící do sektoru z Jižního Tyrolska, pro kterou byl velitelem dělostřelectva určen plukovník von Romer. Po diskusi mezi Goigingerem a von Holodowem o plánu útoku během večera 22. června bylo rozhodnuto, že útočná akce se uskuteční v noci na 25. června, tedy s předstihem.
Jednotky vybrané pro operaci byly málo početné, ale mimořádně dobře vycvičené a bojeschopné; I/1. Kaiserschützen (podplukovník Forbelsky) a III/2. Kaiserschützen (major von Buol), kterým předcházelo jedenáct jader tvořících polovinu útočného praporu 11. armády, zatímco dva prapory 57. pěšího pluku měly plnit úlohu zásobování municí a proviantem. Útok měl začít 24. června v 19:30, ale aby zmátl Italy, získal von Holodow od velitelů povolení provést opakovanou sérii krátkých soustředění palby na hoře Ortigara s cílem psychicky potrápit a vyčerpat nepřátele a také je zmást ohledně přesného okamžiku útoku. Zároveň tento způsob postupu zabránil lokálním akcím, které předpokládal Mambretti.
Mezitím Italové začali nahrazovat jednotky v první linii: Od rána 21. června byla na pravém sektoru oblast od vysokého a nízkého průsmyku Agnella po kótu 2101 včetně svěřena 9. pluku Bersaglieri pod velením plukovníka Artura Radaelliho; střední sektor od kóty 2101 m do kóty 2105 m včetně připadl plukovníku Ugo Pizzarellovi s jeho 10. pěším plukem "Regina" brigády "Regina" (pod velením plukovníka brigády Pietra Biancardiho), který mohl počítat se dvěma prapory pěšáků a alpskými jednotkami "Bassano"; konečně na levém sektoru od kóty 2105 m k hřebenu Ponari, pěší prapor 10. pluku doprovázely alpské prapory "Valtellina", "Bicocca" a "Val Arroscia", všechny pod velením plukovníka Gazagneho. V následujících dnech však bylo hromadění vojsk v přední linii vyhodnoceno jako nadměrné, a proto bylo rozhodnuto ponechat pouze bersaglieri pluk na levé straně, prapor 10. pluku (původně 1., večer 24. června nahrazený 2. praporem) a alpské vojáky "Bassano" ve středu a prapory "Val Arroscia" a "Bicocca" vpravo na Ponari.

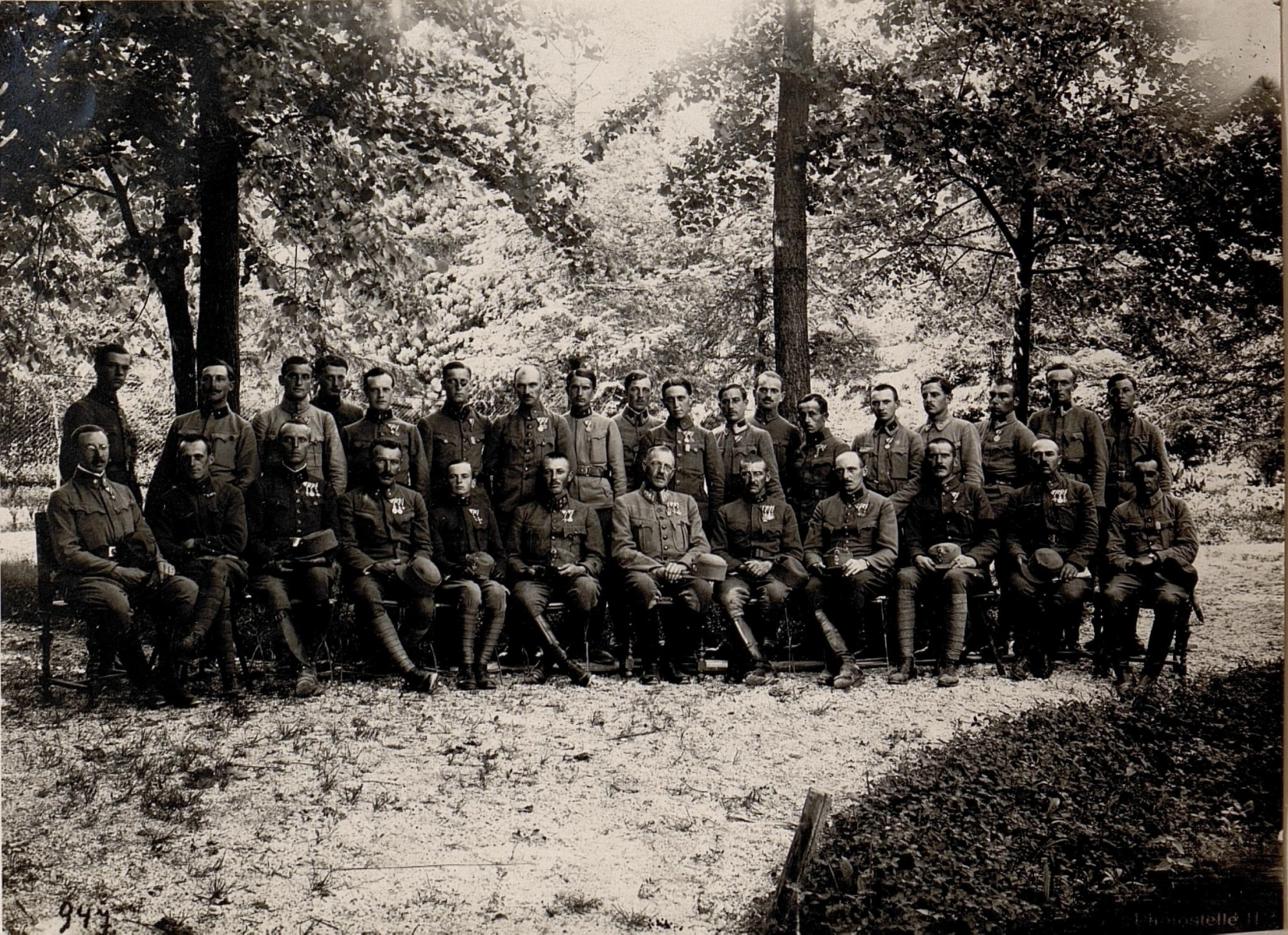
Trento, červen 1917: důstojníci praporu Feldjäger pózují na památeční fotografii po bitvě u Ortigary.

V půl třetí ráno 25. června otřásl vrcholem Ortigary hlasitý hukot a zatímco rakousko-uherské dělostřelectvo udeřilo na italské linie, útočné hlídky se pustily do zátarasů a srazily je výbušnými želatinovými trubkami. Když se palba rozšířila nad údolí Agnellizza plynovými granáty, vrhly se rakousko-uherské jednotky s plamenomety a ručními granáty na přeživší, kteří ještě byli na vrcholu hory, a zasáhly prapor "Bassano" na vrcholu (nadmořská výška 2 105 m), tři prapory 9. Bersaglieri ve výšce 2 203 m a prapory "Arroscia" a "Bicocca" na hřebeni Ponari. Několika málo dosud žijícím italským vojákům, kteří nemohli ustoupit a komunikovat s týlem kvůli přehradné a plynové palbě na údolí Agnellizza, nezbývalo než se vzdát. V 03:10, čtyřicet minut po zahájení útoku, prorazila oblohu bílá světlice vypálená z výšky 2 105 m a potvrdila generálu Goigingerovi, že hora Ortigara byla dobyta. Díky bleskové akci a nízkým ztrátám získali Rakušané zpět vrchol, který stál Italy několik pokusů a opakované oběti na lidských životech.
Italské velení se o tom, co se v noci na Ortigaře stalo, dozvědělo až několik hodin po skončení bojů; okamžitě byla nařízena prudká dělostřelecká palba, která si v rakousko-uherských řadách vyžádala více obětí než těch, které utrpěly během útoku; Navzdory katastrofálnímu výsledku bitvy a obrovskému krveprolití velení italské armády a sboru nepochopilo skutečnou taktickou situaci vojsk, která by vyžadovala okamžitý všeobecný ústup; místo toho nařídilo (není známo, zda to byl Mambretti nebo Montuori, kdo tak učinil) rozsáhlý protiútok vedený všemi dostupnými prostředky. Ve 20:00 zaútočila 52. divize Como Dagna a zopakovala tak operaci z 19. června, ovšem v materiálně i duchovně horších podmínkách. V určený čas se záplatovaným a otřeseným jednotkám praporu "Cuneo" (nováčkům v terénu Ortigara) podařilo znovu obsadit kótu 2003, zatímco veškeré další úsilí jen zvýšilo počet vojáků padlých na Ortigara. Ve 23.40 velení XX. sboru nařídilo, aby se za úsvitu následujícího dne většina jednotek vrátila na linii a ponechala na místě jen několik jednotek, které by udržely pozice obsazené po ranním ústupu. Tímto posledním a nesmyslným rozkazem byl "Cuneo" donucen zůstat na kvótě 2003, čímž byl fakticky odsouzen k zániku. Dne 26. června ve 12:10 se generál Cadorna, vracející se z konference v San Giovanni di Moriana, dozvěděl o ztrátě Ortigary. O dva dny později pozastavil plánovanou ofenzívu na Pasubio a nařídil 1. a 6. armádě zaujmout obranný postoj. Dne 29. června se zbytky "Cunea" dostaly do rakousko-uherského zajetí, čímž akce na Monte Ortigara definitivně skončily.

## Bilance a důsledky

### Analýza porážky
Generál Angelo Gatti, tehdejší šéf Historického úřadu vrchního velení, si ve svém Deníku, vydaném posmrtně v roce 1964, zapsal, že 11. června vyslechl v Bassanu rozhovor mezi Cadornou a Mambrettim, který neúspěšnou akci 10. června zdůvodnil špatným počasím a účinnou obrannou technikou Rakušanů, "kteří za zákopy a přední linií retikulí umístili četné kulomety. Když naši překonali první překážku - zákop a retikulu - byli všude překvapeni strašlivou kulometnou palbou a ocitli se proti vojákům vycházejícím z jeskyní". Cadorna přikývl, ale 20. července odvolal Mambrettiho z velení 6. armády a jmenoval ho velitelem předsunutého obsazení na švýcarské hranici, zatímco na jeho místo nastoupil generál Donato Etna. Cadorna označil Mambrettiho za hlavního viníka porážky kvůli jeho nedostatečné bojovnosti a nerozhodnosti, přestože měl k dispozici značné prostředky.

## Ztráty

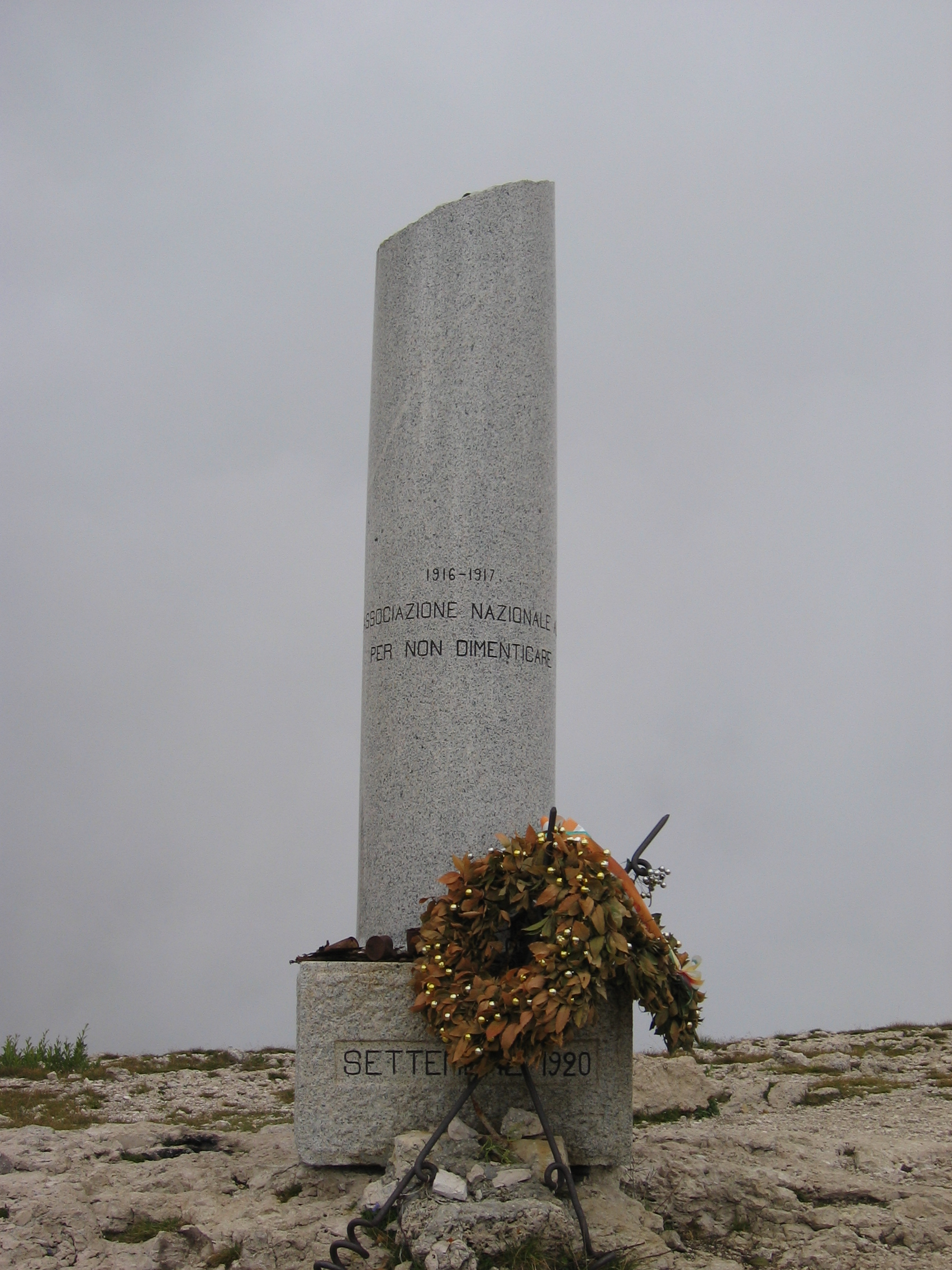
Pamětní sloup, který Alpini umístili v roce 1920 na vrchol Monte Ortigara.

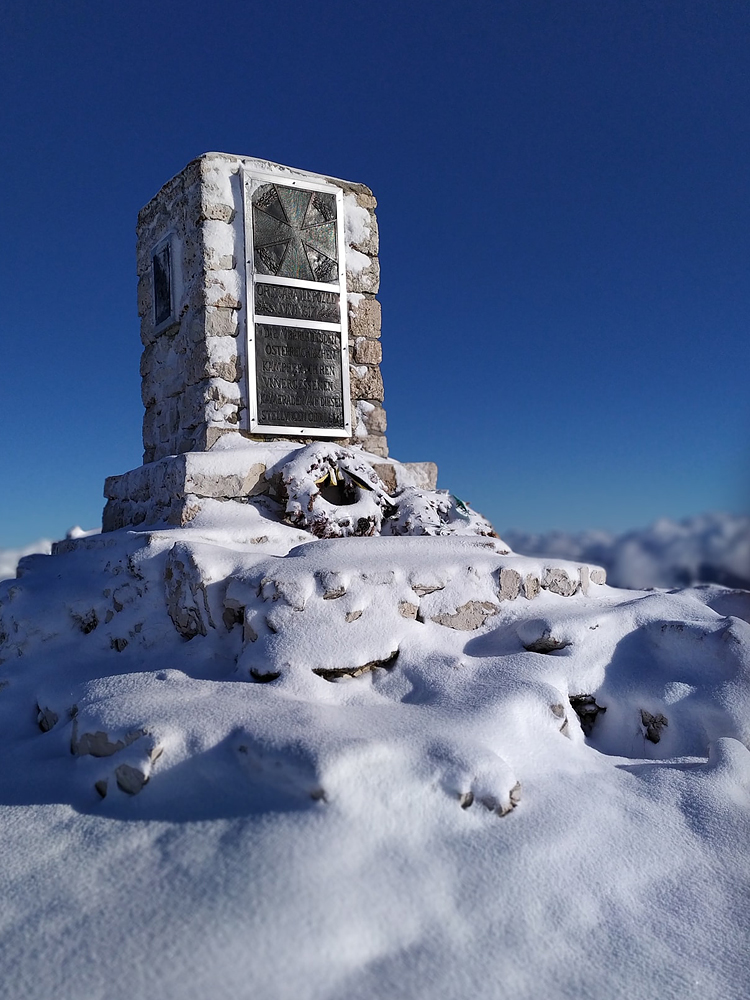
Rakouský pamětní kámen na hoře Ortigara vztyčený v roce 1967.

Sekretariát náčelníka štábu 6. armády ve zprávě plukovníka Calcagna uvádí celkové ztráty celé armády za období od 10. do 30. června jako 134 mrtvých důstojníků, 566 zraněných a 19 nezvěstných, zatímco u vojsk je hlášeno celkem 2 158 mrtvých, 12 059 zraněných a 2 199 nezvěstných, celkem 17 162 mužů mimo boj. V téže zprávě se pak upřesňuje, že ztráty na Ortigaře činily 106 mrtvých důstojníků, 411 raněných a 17 nezvěstných, zatímco pro jednotku se počítá 1 724 mrtvých, 9 254 raněných a 1 753 nezvěstných, celkem tedy jen na Ortigaře 13 265 ztrát, což ještě více potvrzuje, jak maximální úsilí ofenzívy připadlo na malou část sektoru, kde se angažovala 52. divize a její alpské prapory. Podle údajů v oficiální italské zprávě stála bitva Italy celkem 169 mrtvých důstojníků, 716 zraněných a 98 nezvěstných; 2 696 mrtvých vojáků, 16 018 zraněných a 5 502 nezvěstných (celkové ztráty 25 199 mužů): i v tomto případě se potvrzuje, že nejviditelnější krveprolití utrpěla 52. divize a především alpské divize, které měly 110 mrtvých důstojníků, 330 zraněných a 50 nezvěstných; 1 454 mrtvých vojáků, 8 127 zraněných a 2 562 nezvěstných; celkem 12 633 ztrát[47]. K tomuto číslu je pak třeba připočítat ztráty brigád "Regina" a "Piemont", 9. pluku Bersaglieri a dělostřeleckých, kulometných a ženijních jednotek sdružených pod 52. divizí. U 9. bersaglieriho pluku, který byl 25. června zasažen rakousko-uherským protiútokem, hlášení generála Di Giorgia z 28. června hovoří o celkem 1224 mrtvých, raněných a nezvěstných, z toho 927 jen 25. června; další údaje zveřejněné od 1. července hovoří o 48 mrtvých, 442 raněných a 422 nezvěstných, celkem tedy o 912 ztracených bersaglieri[65], jiné údaje upravují na 1439 bersaglieriů vyřazených z boje během nasazení na frontě.
Rakousko-uherské ztráty však byly rovněž značné a činily přibližně 26 mrtvých důstojníků, 154 raněných a 71 nezvěstných, zatímco mrtvých vojáků bylo 966, raněných 6 167 a nezvěstných 1 444, celkem 8 828 mužů mimo boj; v divizích, které čelily 52. divizi, byl podíl rakousko-uherských ztrát ještě vyšší, což dokazuje krutost bojů v tomto sektoru.

## Současnost

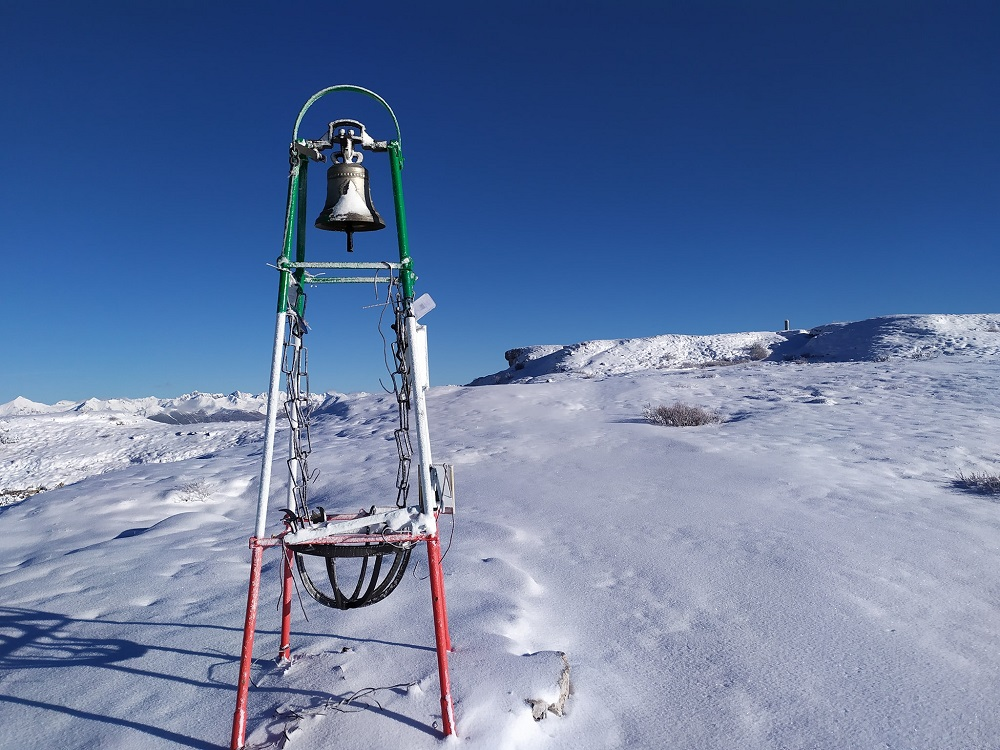
Zvon na vrcholu Monte Ortigara

Pro Italy je Monte Ortigara zasvěcena jako stránka hrdinství, peklo, kde vojáci, a to především alpští vojáci, obětovali své životy a krev. Otec Bevilacqua, podporučík praporu "Stelvio", napsal: "Ortigara není porážka [...] není porážka, leda když se něco lidského ztratí, ochudí, potlačí. Ortigara, katedrála alpských vojáků, památník lidské oběti, hora naší proměny". V nadmořské výšce 2 105 m se nachází rozlomený sloup s nápisem "abychom nezapomněli", který tam umístili někteří pamětníci v roce 1920, kdy se konalo první národní shromáždění alpských vojsk.
Oblast Monte Ortigara je jedním z nejznámějších bojových dějišť náhorní plošiny Altopiano dei Sette Comuni a celé italské fronty, kam každoročně míří tisíce návštěvníků. Každoročně druhou červencovou neděli se u kostelíka na vrcholu Cima Lozze, nedaleko památkové zóny Ortigara, koná slavnost na památku padlých vojáků, kteří přišli o život při pokusu o dobytí hory. Obřad pak pokračuje na vrchol Monte Ortigara, poblíž památníků padlých italských a rakousko-uherských vojáků, kde se koná slavnost.

## Monte Ortigara dnes
Obnovovací práce začaly v roce 2005 obnovou hřbitova Laghi a italských vojenských postavení na vrcholech Monte Caldiera a Cima Lozze. Od roku 2007 je oblast Monte Ortigary zahrnuta do muzea Velké války ve Vicentinském Předalpí, což je projekt historické rekonstrukce, do něhož se zapojilo celé Vicentinské Předalpí a jehož součástí jsou trasy, rozcestníky a informační centra, která umožňují návštěvníkům ponořit se do horského prostředí návštěvou zákopů, komunikačních zákopů a míst, kde probíhaly boje obou armád. O památkový komplex se starají dobrovolníci a bývalí alpští vojáci, stejně jako rakouská a slovinská delegace, kteří se zasazují o připomínku tragických událostí, které zpustošily Ortigaru a další místa, kde se na italské frontě bojovalo.